# 俄罗斯U2V无人机
俄罗斯U2V无人机（英語：Russia’s V2U autonomous drone）是一种俄罗斯新型自主攻击无人机，也可以被认为是一种游荡弹药。最早公开于2024年9月，自2025年2月开始在俄乌战争中零星投入使用，并从5月起部署数量显著增加。这款智能自杀式攻击无人机配备人工智能，被认为比俄罗斯大规模生产的“柳叶刀”（Lancet）无人机更具威胁性。

## 历史[2]
该无人机最发现于2024 年 9 月 8 日，在展览会上俄罗斯喀山高等坦克指挥学校的学员们手持疑似 V2U 巡飞弹药。
自2025年2月以来，乌克兰发现其战场使用记录不断，尤其自5月以来有所增加。随着部署规模的扩大，这款神风无人机比量产且成熟的“柳叶刀”无人机更加危险。关于U2V无人机的信息非常少，只知道它采用了先进且昂贵的电子元件，可以实现高度自动化的攻击：无需与系统操作员进行任何通信，无人机仅使用视觉导航即可进入给定的目标区域，并独立查找、选择和攻击目标。乌克兰对获得的无人机样本的分析揭示了许多新的细节，但这架无人机的制造商仍然未知。

## 技术特点[6]
- 高度自主性：     U2V最显著的特点是其在无需操作员持续干预的情况下执行自主攻击的能力。它能在电子压制环境下自主导航，仅依靠视觉导航进入指定目标区域，并独立搜寻、选择并摧毁目标。
- 抗电子战能力： U2V的主要优势在于其对电子战（EW）的抵抗能力。它能够自主导航，从而在很大程度上消除了对电子战的脆弱性，迫使防御方依赖动能拦截。它利用计算机视觉（通过预加载的图像与实时摄像机画面进行比对）和激光雷达（LiDAR）进行导航，使其在GPS信号受干扰时仍能有效运作。
- 人工智能核心： 无人机的“大脑”核心是英伟达Jetson Orin模块，这是一个来自全球领先图形处理器制造商的现成人工智能解决方案。该模块被安装在中国制造的Leetop A603（或A203）载板上，并配有128GB固态硬盘，用于存储目标和地形匹配的数据库。
- 潜在的蜂群攻击能力： U2V已展示出一定的蜂群攻击能力，这有助于节省人力，并在进攻或防御行动中实现更大规模的部署。
- 垂直攻击：现有录像显示，它可以近乎垂直俯冲攻击目标，如果无人机俯冲前未被拦截，将使防空操作更加复杂。

### 技术规格[7]
- 动力系统：
  - 电动马达型： 配备电动马达，电池容量34 A·h。
    - 飞行时间：1小时
    - 巡航速度：60 公里/小时
    - 航程：80 公里

  - 内燃发动机型： 新改型配备内燃发动机，将航程增加至100公里。
- 尺寸与发射：
  - 翼展：1.2米
  - 起飞方式：通过气动弹射器发射。
- 弹头：
  - 标准弹头：重达3.5公斤。
  - KOFZBCh弹头：部分单元配备较小的3公斤KOFZBCh弹头，具有反装甲、高爆和碎片杀伤效果。[2]
- 通信与控制：
  - 虽然主要依赖自主攻击，U2V也配备了通过蜂窝网络进行操作员直接控制的通信设备（FPV模式），通过安装有乌克兰SIM卡的Microdrive Tandem-4GS-OEM-11调制解调器路由器实现。
  - 据报告，有无人机翼上带有彩色标记，可能用于无人机之间的识别。

## 组件来源[7]
乌克兰国防情报局的研究表明，尽管V2U带有俄罗斯标记，但其大部分内部组件来源于外国：
- 中国： 发动机、GPS模块、伺服电机、固态硬盘、测距仪、速度控制器和电源元件。Leetop A630/A203小型计算机也是中国制造。
- 美国： 英伟达Jetson     Orin人工智能处理器。
- 日本： 索尼光敏传感器。
- 爱尔兰：TE Connectivity的电磁继电器。
- 瑞士： 微控制器。